# 罗伯聃

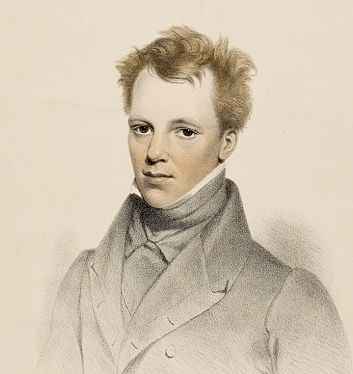
罗伯聃

罗伯聃，原名羅伯特·湯姆(英語：Robert Thom; 1807年—1846年)，漢名罗伯聃，是19世纪英格兰的翻译家，为广州的怡和洋行工作。在第一次鸦片战争时期被借调到英国武装部队。

## 生平
1807年出生在英国，罗伯聃在怡和洋行工作时学会的中文。

## 文学作品
1840年罗伯聃将伊索寓言翻译为中文，据说仅有的能说流利北京话的西方学者。他还英译了明朝的《今古奇觀·第三十五卷·王嬌鸞百年長恨》，並为中文学生出过几本教科书。